# Sukashitrochus estotiensis
Sukashitrochus estotiensis is een slakkensoort uit de familie van de Scissurellidae. De wetenschappelijke naam van de soort is voor het eerst geldig gepubliceerd in 1999 door Lozouet.